# Тарас Шевченко
Тарас Шевченко (на украински: Тара́с Григо́рович Шевче́нко) е известен украински поет, писател, художник и политически деец.
Литературното му наследство се смята за основа на украинската литература. Шевченко е оставил литературни произведения на украински и руски език, а също така и произведения на живописта. През 1923 г. Тарас Шевченко е приеман за първоучител на българската поезия с оглед влиянието, което е оказал върху творчеството на Петко Славейков и Любен Каравелов.

## Биография
Шевченко се ражда в семейство на крепостни селяни. Когато е на 10 години, умира майка му, а когато е на 12 – и баща му. Следват много тежки години за сирачето, което пасе стада овце и помага на местния свещеник и учител. Учи се на изобразително изкуство в родния си край.
Неговият помешчик Павел Енелгардт (сред 4-те най-едри земевладелци в Украйна, владеещ 18 000 крепостници), го взема като придворен живописец – първо във Вилно, а после и в Санкт Петербург. В столицата се запознава и прави силно впечатление на елита на изобразителното изкуство в Руската империя. Карл Брюлов се решава да откупи свободата на младия Тарас от неговия господар, като за целта събира исканите от Енелгардт 2500 рубли (равняващи се по стойност на 45 килограма чисто сребро). За целта Брюлов рисува картина, която е продадена чрез търг, в който участва и императорското семейство.
Шевченко става студент при Брюлов в Художествената академия в Петербург, издържа се с рисуване на гравюри и картини. Там той започва своята литературна дейност основно на украински език, за което получава редица критики от властта и руските литературни критици за това, че пише на „мужицкия език“ или „малоросийското наречие“. Няколко пъти се връща обратно в родината си, където се сблъсква с реалностите на все още закрепостените си роднини и познати от детството. Неговата слава на художник и поет го свързва с украински поети и интелектуалци, както и с представители на местното дворянство, които му симпатизират.
Най-плодотворният и щастлив период от живота му е между 1840 и 1847 години, когато излизат негови стихосбирки.
През април 1846 година става член на тайната украинска организация „Кирило-Методиево братство“, в чиято програма са идеите за украинско национално възраждане, панславизъм под формата на славянска конфедерация, демокрация и социално равенство (включително отмяна на крепостничеството). Уставът на организацията е първият документ, в който през XIX век се поставя цел за освобождение на България от Османско владичество макар и в състава на общославянска федерация. През 1847 г. повечето членове на организацията са арестувани и осъдени за своята политическа дейност.

Следствието не доказва членството на Шевченко в организацията, но въпреки това решава да го накаже за неговата литературна дейност. В свой доклад началникът на „Трето отделение“ на Охранка (политическата полиция на Руската империя), Ф. А. Орлов отбелязва, че е:
... съчинявал стихове на малоруски език с най-възмутително съдържание. В тях той ту изразявал плач по мнимото поробване и бедстване на Украйна, ту възглашавал славата на хетманското управление и предишните свободи на казачеството, ту с невероятна дързост изливал клевети и жлъч към личности от императорския дом.
Наказан е с военна служба в Орск в Оренбургска губерния без право да пише и рисува. Той нарушава забраните, за което е арестуван втори път и заточен в днешен Казахстан, където продължава тайно да рисува и да пише.
Освободен е през 1857 г. със смъртта на Николай Първи, но остава под наблюдение на тайната полиция до края на живота си. Сред последните му трудове е буквар на украински език „Южноруски буквар“ за ползване в неделните училища, който отпечатва на собствени разноски в тираж от 10 000 броя. Въпреки че самият буквар не нарушава никакви закони и цензурата не го спира от разпространение, Руската православна църква го обявява за еретичен и затваря неделните училища, които го продават.
Умира в Санкт Петербург, няколко месеца преди отмяната на крепостничеството в Руската империя, през 1861 г.
Първите преводи на поезията му на български език са отпреди Освобождението – през 1860-те години, и са от Любен Каравелов и Райко Жинзифов, върху чието творчество авторът оказва влияние.
В по-ново време творчеството му се превежда от Крум Кюлявков, Николай Хрелков, Ваня Петкова, Людмил Стоянов, Мария Грубешлиева, Камен Зидаров, Ангел Тодоров, Богомил Райнов и Димитър Методиев.

## Памет
Паметник на поета е открит на площад „Възраждане“ в София през пролетта на 2009 г. На негово име е наречена улица в квартал „Изток“ в София (Карта).